# Nordic Golf League
De Nordic League (ook Nordiska Ligan) is in 1999 opgericht om de organisatie van golftoernooien in Denemarken, Finland, Noorwegen en Zweden te coördineren. Hieronder vallen de ECCO Tour, de Finnish Tour, de Nordea Tour en de toernooien van de Nordes Golfforbund. Alle toernooien bestaan tegenwoordig uit 54 holes. Na twee rondes is er een cut van 45 spelers.

## Geschiedenis
In het eerste jaar bestond het schema al uit 33 toernooien, inclusief het Fins Open in juli en het Noors Open in augustus. In 2003 bestond het schema uit 32 toernooien, waaronder vier toernooien met 72 holes: het Deens Open, de Finse Challenge, het Zweedse PGA Open, de Telia Grand Prix. Het jaar daarna waren er 37 toernooien. In 2005 werd het aantal toernooien gereduceerd tot 30, waarvan er 15 in Denemarken werden gespeeld. Toen bleek dat het Deens Open geen sponsors meer had, lanceerde Thomas Bjørn als dank voor alle steun die hij in verleden jaren had gehad, een eigen toernooi, het Thomas Bjørn Open presented by Multidata.
In 2006 bestond het schema uit 47 toernooien: 3 in Portugal, 18 in Denemarken, 14 in Zweden, 6 in Noorwegen, 4 in Finland en 1 in Letland. Voor het eerst werden er voor de aanvang van het seizoen drie toernooien in Zuid-Europa gespeeld. Het jaar daarna waren er 2007 toernooien en werd het Thomas Bjørn Open geannuleerd.
Het jaar 2010 zag 31 toernooien, inclusief drie toernooien in maart op La Manga en een 36-holes toernooi in oktober waar spelers zich konden kwalificeren voor deelname in 2011.
In 2011 won Jens Dantorp vier toernooien en de Order of Merit. Hij verdiende het record van € 61.167. Bovendien maakte hij een ronde van 59 tijdens de Bravo Tours Open.
Het schema is in 2012 gereduceerd tot 23 toernooien: 2 op La Manga, 11 in Zweden, 8 in Denemarken, en 2 in Noorwegen. Een van de Zweedse toernooien is een matchplay-kampioenschap. Winnaars in 2012 waren onder meer Christian Aronsen, Jens Fahrbring, Niklas Lemke, Jeff Winther, Jens Dantorp, Lucas Justra Bjerregaard, Marcus Larsson en Steen Tinning. In 2012 werden voor het eerst vijf wildcards ter beschikking gesteld. De winnaars van de twee toernooien op La Manga, het ECCO Spaans Open en de Mediter Real Estate Master, en de top-3 van de winterseries mogen meedoen aan het ECCO Tour Championship.

## Order of Merit
Ieder jaar promoveren de top-5 spelers van de rangorde naar de Europese Challenge Tour, net als bij de Pro Golf Tour, de Alps Tour, de EuroPro Tour etc.
| Jaar | Winnaar             | Punten |
| ---- | ------------------- | ------ |
| 1999 | Patrik Gottfridson  | 28.516 |
| 2000 | Morten Orveland     | 2.147  |
| 2001 | Mads Vibe-Hastrup   | 2.159  |
| 2002 | Joakim Kristiansson | 1.990  |
| 2003 | Øyvind Rojahn       | 1.820  |
| 2004 | Peter Malmgren      | 1.974  |
| 2005 | Morten Hagen        | 2.509  |
| 2006 | Pontus Ericsson     | 2.207  |
| 2007 | Rikard Karlberg     | 25.005 |
| 2008 | Petter Bocian       | 24.510 |
| 2009 | Lasse Jensen        | 32.396 |
| 2010 | Wilhelm Schauman    | 30.869 |
| 2011 | Jens Dantorp        | 61.167 |
| 2012 | Lucas Bjerregaard   | 52.260 |
| 2013 | Jesper Kennegård    | 46.591 |